# 시대 진열실

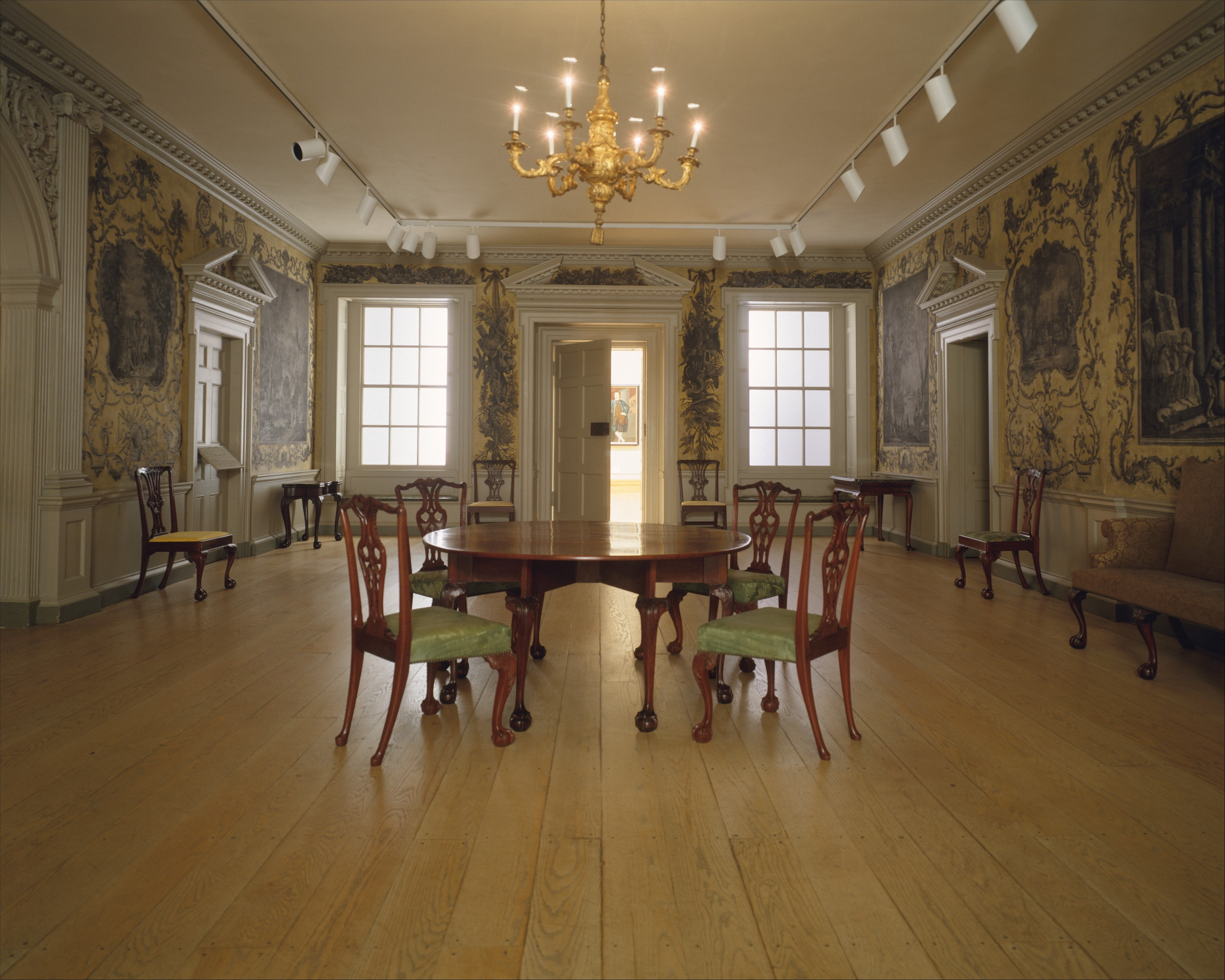
뉴욕 메트로폴리탄 미술관의 시대진열실. 뉴욕주 올버니의 18세기 저택인 반 레셀레어 메이너 하우스의 거실을 고스란히 가져와 전시실로 삼은 사례다.

시대 진열실 (時代陳列室), 영어로 피리어드 룸(영어: period room)은 박물관에서 특정 시대를 바탕으로 인테리어 디자인과 장식 예술을 드러내는 전시실을 말한다.
시대진열실은 특정 시대의 방처럼 만들어 놓았다는 점에서 기본적으로 창작된 공간이라 할 수 있지만, 이 전시실에 한때 어딘가에 존재했던 요소들을 배치한다는 점에서 의미가 있다. 시대진열실은 수많은 지역과 시대를 아우르는 백과 박물관 (encyclopedic museum)에서 각 지역과 문화를 대표하는 전시실로서 많이 채택하는 전시방식이다. 한편 생가처럼 옛 주택을 박물관으로 활용하는 경우에도 동일한 내부 구조를 여러 시대의 것으로 대표하는 시대 진열실 방식을 채택하기도 한다.
시대진열실의 시초는 1856년 설립된 게르만 박물관으로, 고대에서 근대까지의 독일 문화를 알기 쉽게 진열하기 위하여 각 시대를 대표하는 전시실을 꾸린 것이 최초의 사례이며 이후 서양의 수많은 박물관에서 채택되었다. 다만 시간이 흐르면서 사치품을 미화하는 시대극과 마찬가지로 서양 중심의 엘리트 관점을 특화하는 보수적인 장르로 여기는 비판적 시각도 존재한다. 21세기에 이르러서는 시대진열실을 새로운 방식으로 활용하거나 다양화하는 방향으로 초점이 옮겨지고 있다.